# Caradrina cinerascens
Caradrina cinerascens là một loài bướm đêm trong họ Noctuidae.